# Riverdale (televíziós sorozat)
A Riverdale amerikai televíziós tinidráma sorozat, melynek alapjául az Archie Comics képregénysorozat karakterei szolgálnak. A sorozatot az Archie Comics kreatív vezérigazgatója, Roberto Aguirre-Sacasa adaptálta a The CW-hez. A Warner Bros. Television és a CBS Television Studios közösen készíti a sorozatot a Berlanti Productions és az Archie Comics társaságában. Eredetileg a Warner Bros. Pictures játékfilm-adaptációjaként álmodták meg, de a Fox televíziós sorozatként képzelte el. 2015-ben a sorozat gyártása a The CW-hez került, ahol meg is rendelték a sorozat bevezető epizódját. A sorozatot Vancouverben forgatják. Magyarországon a sorozatot a Netflix forgalmazza.
A sorozat 2017. január 26-án debütált és pozitív értékeléseket kapott. A negyedik évad 2019. október 9-én jelent meg. 2020 januárjában a The CW megújította a sorozatot az ötödik évadjára, amelynek 2021. január 20-án volt a premierje. 2021 februárjában bejelentették, hogy a sorozatnak lesz hatodik évadja aminek premierje 2021. november 16-án volt.

## Áttekintés
A sorozat a Riverdale nevű kisváros életébe enged bepillantást egy egész várost megrázó, tragikus esemény után. A közelmúltban rejtélyes módon elhunyt Jason Blossom, az iskola egyik népszerű diákja. Az idillinek tűnő kisváros sötét oldalával ismerkedhetünk meg, ahol mindennaposak a hazugságok és a rejtélyek. A középpontban Jughead Jones (Cole Sprouse), Betty Cooper (Lili Reinhart), Archie Andrews (K.J. Apa), Veronica Lodge (Camila Mendes) és barátaik állnak. Sok titokra fény derül és ettől lesz a sorozat még izgalmasabb.

## Szereplők
| Színész          | Szereplő       |
| ---------------- | -------------- |
| KJ Apa           | Archie Andrews |
| Lili Reinhart    | Betty Cooper   |
| Camila Mendes    | Veronica Lodge |
| Cole Sprouse     | Jughead Jones  |
| Marisol Nichols  | Hermione Lodge |
| Madelaine Petsch | Cheryl Blossom |
| Mädchen Amick    | Alice Cooper   |
| Mark Consuelos   | Hiram Lodge    |
| Casey Cott       | Kevin Keller   |
| Skeet Ulrich     | F. P. Jones    |
| Ross Butler      | Reggie Mantle  |
| Charles Melton   | Reggie Mantle  |
| Vanessa Morgan   | Toni Topaz     |
| Drew Ray Tanner  | Agyar Fogarty  |
| Erinn Westbrook  | Tabitha Tate   |
| Ashleigh Murray  | Josie McCoy    |
| Luke Perry       | Fred Andrews   |

## Epizódok
| Évad | Évad | Epizódok | Eredeti sugárzás   | Eredeti sugárzás    | Eredeti adó        | Magyar sugárzás     | Magyar sugárzás | Magyar adó |
| Évad | Évad | Epizódok | Évadpremier        | Évadfinálé          | Eredeti adó        | Évadpremier         | Évadfinálé      | Magyar adó |
| ---- | ---- | -------- | ------------------ | ------------------- | ------------------ | ------------------- | --------------- | ---------- |
|      | 1    | 13       | 2017. január 26.   | 2017. május 11.     |                    | 2017. január 27.    | 2017. május 12. |            |
|      | 2    | 22       | 2017. október 11.  | 2018. május 16.     | 2017. október 12.  | 2018. május 17.     |                 |            |
|      | 3    | 22       | 2018. október 10.  | 2019. május 15.     | 2018. október 11.  | 2020. március 19.   |                 |            |
|      | 4    | 19       | 2019. október 9.   | 2020. május 6.      | 2019. október 10.  | 2020. május 7.      |                 |            |
|      | 5    | 19       | 2021. január 20.   | 2021. október 6.    | 2021. január 30.   | 2021. október 7.    |                 |            |
|      | 6    | 22       | 2021. november 16. | 2022. július 31.    | 2021. november 23. | 2022. augusztus 1.  |                 |            |
|      | 7    | 20       | 2023. március 29.  | 2023. augusztus 23. | 2023. március 30.  | 2023. augusztus 24. |                 |            |

## Gyártás
A show eredetileg a Fox gyártásában jelent volna meg, azonban különböző okok miatt a csatorna végül nem készítette el.
2015-ben a projekt a The CW kezébe került, amely hivatalosan is elrendelte a pilot epizód gyártását január 29-én. A forgatás március 14-én kezdődött, és április elsején fejeződött be.
Az évad maradék 12 epizódjának felvétele szeptember 7-én, Vancouverben kezdődött. Az epizódokban látható Pop falatozója olyannyira valóságosnak tűnt, hogy egy teherautó sofőr leparkolt abban a hitben, hogy nyitva van.